# Деревянкин, Иван Григорьевич
Иван Григо́рьевич Деревя́нкин (1905—1968) — советский военный, государственный и политический деятель, генерал-лейтенант.

## Биография
Родился в 1905 году в селе Кудеярово. Член ВКП(б) с 1924 года.
С 1921 года — на хозяйственной, общественной и политической работе. В 1921-1960 гг. — работник паровозного депо станции Лукоянов, член бюро первой комсомольской ячейки, студент Института Красной Профессуры, на партийной работе в Горьковском крайкоме ВКП(б), участник Великой Отечественной войны, старший батальонный комиссар 4-й танковой бригады, начальник политотдела, комиссар 15 танковой дивизии, заместитель командира 2-го танкового корпуса по политической части, военный комиссар 2-го танкового корпуса, член Военного Совета Северо-Кавказского, Воронежского военного округа.
Избирался депутатом Верховного Совета РСФСР 5-го созыва.
Умер в октябре 1968 году в Москве.